# Municipio de Bayamo
Municipio de Bayamo är en kommun i Kuba.   Den ligger i provinsen Provincia Granma, i den sydöstra delen av landet, 700 km sydost om huvudstaden Havanna. Antalet invånare är 222 118. Arean är 918 kvadratkilometer.
Terrängen i Municipio de Bayamo är platt åt nordväst, men åt sydost är den kuperad.